# Carnon Downs
 (février 2024).
Pour l’article homonyme, voir Carnon.
Carnon Downs est un village des Cornouailles, en Angleterre. Le village fait partie de la paroisse civile de Feock.